# Antipatros II của Macedonia
Antipatros II của Macedonia (tiếng Hy Lạp: Ἀντίπατρος Β'ὁ Μακεδών), là con trai của Kassandros với hoàng hậu Thessalonike của Macedonia, bà là người em gái cùng cha khác mẹ của Alexandros Đại đế. Ông là vua của Macedonia từ năm 297 TCN cho đến năm 294 TCN, cùng với em trai của ông Alexandros V. Ông đã sát hại mẹ và lật đổ người em trai của mình. Để đáp trả, Alexandros đã quay sang mời Pyrros và Demetrios I Poliorcetes tới giúp đỡ, và Demetrios đã lật đổ Antipatros và sau đó sát hại luôn cả Alexandros. Ngay sau khi ông trốn thoát khỏi Demetrios I để tới Thrace, Lysimachos đã sát hại ông. Vợ ông là Eurydice, người em họ bên nội của ông và cũng là con gái của Lysimachos.